# Marijampolė (stacja kolejowa)
Marijampolė – stacja kolejowa w Mariampolu, w okręgu mariampolskim, na Litwie. Znajdują się tu 2 perony.